# Machimus niveibarbus
Machimus niveibarbus là một loài ruồi trong họ Asilidae. Machimus niveibarbus được Bellardi miêu tả năm 1861. Loài này phân bố ở vùng Tân nhiệt đới.